# 縣廳前站 (千葉縣)
縣廳前站（日语：／ Kenchō-mae eki */?）是一個位於日本千葉縣千葉市中央區市場町，屬於千葉都市單軌電車1號線的高架單軌電車車站。獲選為關東車站百選。車站編號為CM18。

## 車站構造
此站是對向式月台2面2線的高架車站。

### 月台配置
| 月台 | 路線  | 目的地                                                  |
| ---- | ----- | ------------------------------------------------------- |
| 1    | 1號線 | 千葉、千葉港方向（千葉都市單軌電車2號線需在千葉站轉乘） |
| 2    | 1號線 | （沒有定期列車到發）                                    |

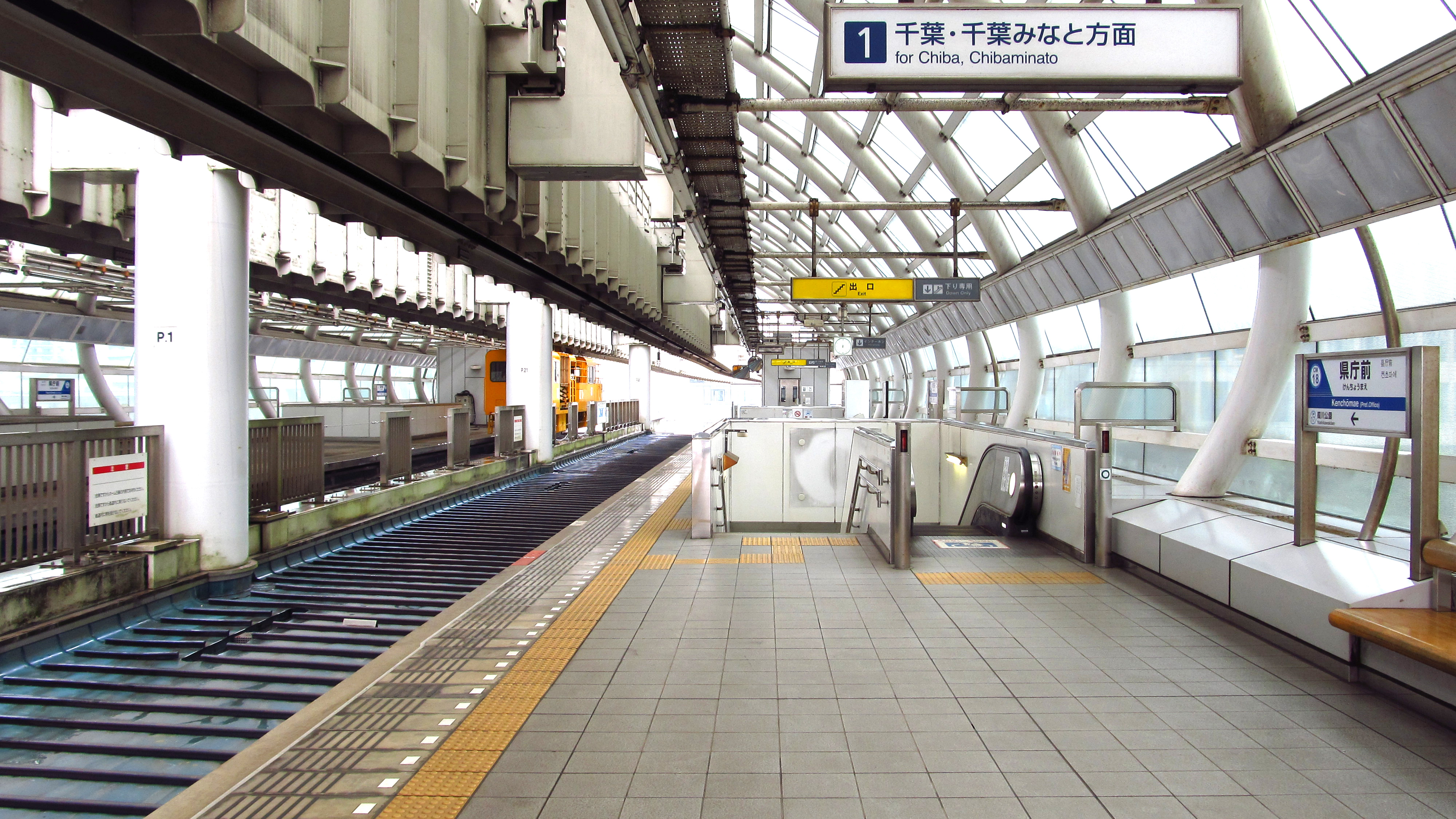
車站月台（2019年7月1日）
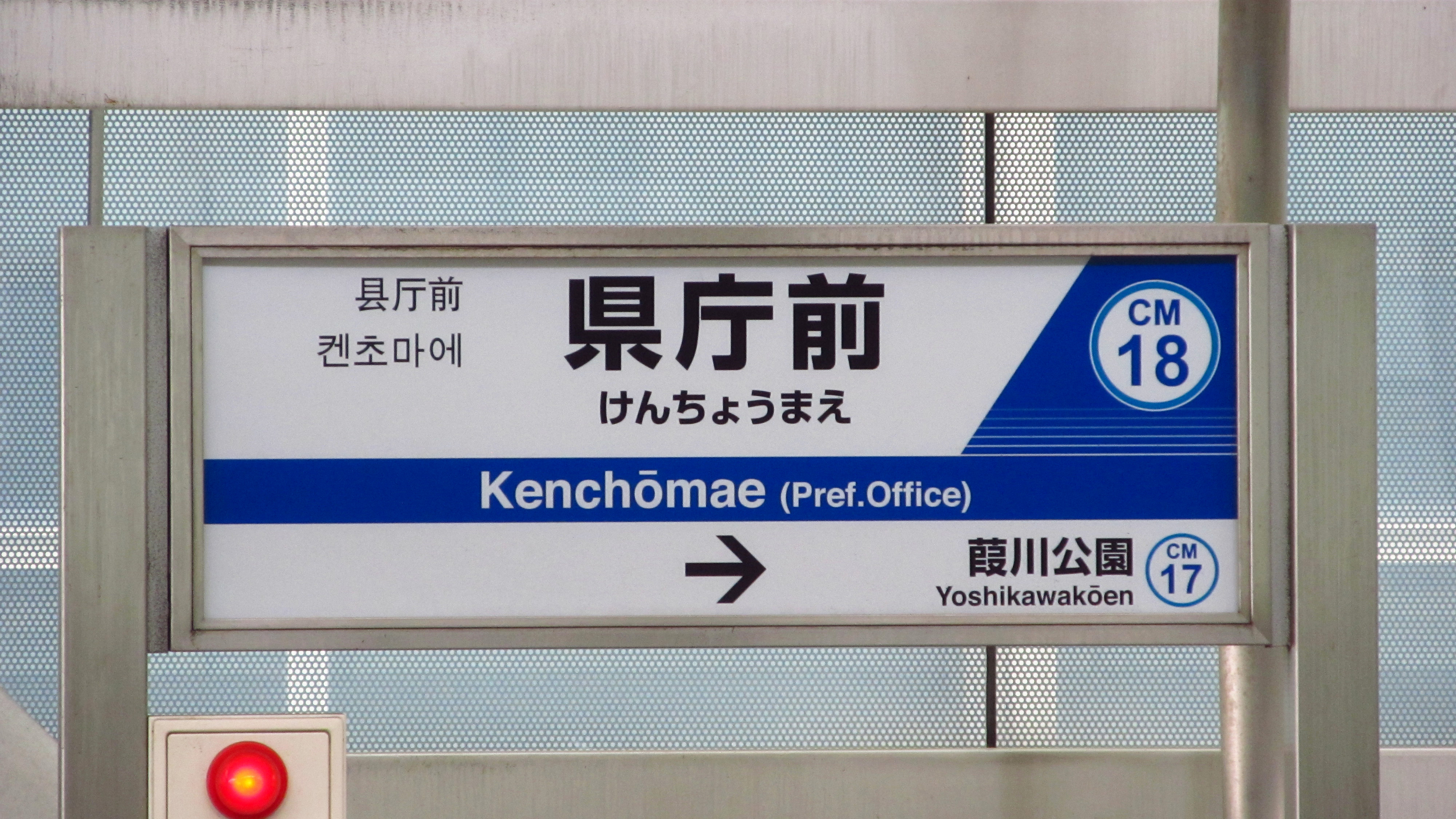
站名牌（2019年7月1日）
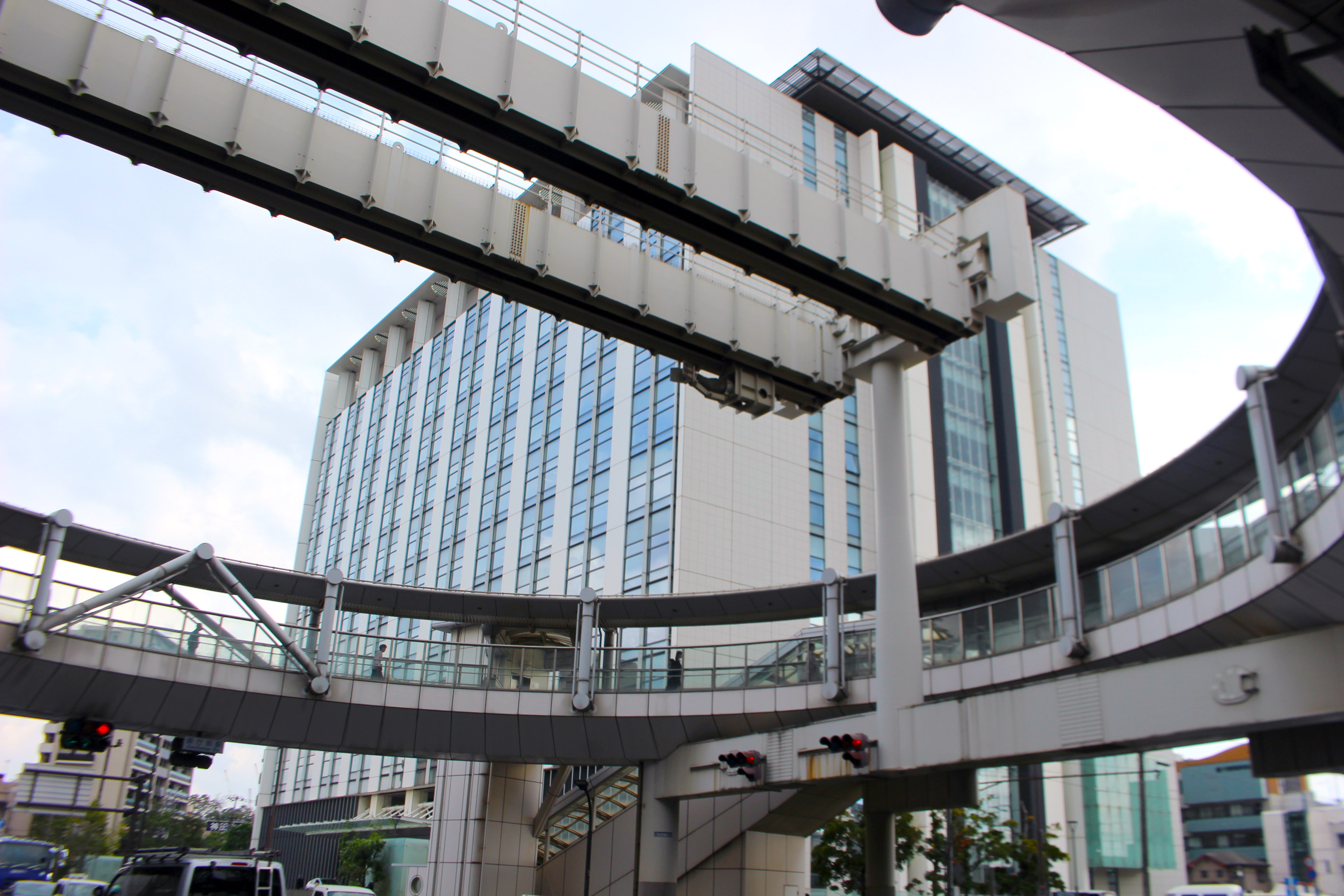
單軌電車1號線軌道架終端（2019年10月31日）

## 使用情況
2010年度1日平均上車人次為855人。千葉都市單軌電車18個車站當中排行第13位。
近年1日平均上車人次推移如下表。
| 年度   | 千葉都市單軌電車 |
| ------ | ---------------- |
| 1999年 | 1,090            |
| 2000年 | 1,156            |
| 2001年 | 1,202            |
| 2002年 | 1,201            |
| 2003年 | 1,112            |
| 2004年 | 958              |
| 2005年 | 920              |
| 2006年 | 899              |
| 2007年 | 835              |
| 2008年 | 822              |
| 2009年 | 877              |
| 2010年 | 855              |

## 相鄰車站
千葉都市單軌電車
 1號線
葭川公園（CM17）－縣廳前（CM18）

## 外部連結
- 千葉都市單軌電車 縣廳前站 （页面存档备份，存于）